# Миграционное право
Миграционное право — отрасль права, регулирующая передвижение человека и смену им места жительства или места пребывания
Миграционное право охватывает иммиграцию, эмиграцию, внутреннюю миграцию и временное пребывание человека за границей (туристические, деловые и иные поездки).
Миграционное право, относящиеся к иностранным гражданам, обычно определяется национальным законом государства их проживания, и может сильно различаться в различных странах и в разные времена, в зависимости от политического режима и социально-экономических возможностей и потребностей государства и общества в приёме новых иммигрантов.
В то же время, существуют и нормы международного права, регулирующие отдельные вопросы в сфере миграции. Так, Всеобщая декларация прав человека, принятая Генеральной Ассамблеей ООН в 1948 году устанавливает право каждого гражданина беспрепятственно возвращаться в свою страну.
В некоторых странах могут быть довольно строгие законы, ограничивающие как право въезда, так и срок пребывания в стране и право участия иммигрантов в жизни общества и государства. В большинстве стран существуют законы, регулирующие натурализацию — процесс, в результате которого иммигранты становятся гражданами страны.

## Международное миграционное право
Международное миграционное право является одной из отраслей международного частного права. Международный пакт о гражданских и политических правах установил, что каждый, кто законно находится на территории данного государства, имеет право свободно перемещаться по его территории. Также, каждый человек имеет право покидать любую страну, включая свою собственную. Ограничения этих прав допускаются только в той мере, в какой они «предусмотрены законом, необходимы для охраны государственной безопасности, общественного порядка, здоровья или нравственности населения или прав и свобод других». Также никто не может быть произвольно лишен права на въезд в свою собственную страну — см. Право на возвращение.

## Миграционное законодательство Российской Федерации

### История развития
На протяжении долгих периодов истории миграция жителей России была незначительной, а миграционное право было неразвитым и резко ограничивающим свободу передвижения, как в пределах страны, так и через её границы. При крепостном праве большинство крестьян были вообще лишены свободы передвижения, да и для вольных людей существовали многие ограничения. Жить повсеместно разрешалось лишь купцам первой гильдии. Большинство миграций в то время были «побегом» от тяжёлых условий жизни, носили вынужденный и неурегулированный характер.
Во времена СССР существовал институт прописки разрешительного характера, ограничивающий выбор места проживания гражданами страны. Особенно это касалось городов Москва, Ленинград и Киев. А в 1920-х — 1950-х годах многие деревенские жители не имели права на получение паспорта, а значит, были лишены свободы законного перемещения по стране и выбора места жительства и работы.
Формально признавалась свобода эмиграции, но реально получить все необходимые документы для выезда за границу было затруднительно.
Новый этап развития миграционного права начался с принятием ныне действующей Конституции Российской Федерации, а также законов «О беженцах» и «О вынужденных переселенцах». Так же в 1992—1993 гг. Россия присоединилась к Конвенции ООН 1951 г. о статусе беженцев и Протоколу 1967 г., касающемуся статуса беженцев, Всеобщей декларации прав человека, Международному пакту о гражданских и политических правах, Международной конвенции о ликвидации всех форм расовой дискриминации, Европейской конвенции о защите прав человека и основных свобод и другим международным нормам, устанавливающим, в том числе, миграционные права и свободы.

## Иммиграционное право США
Иммиграционное право Соединённых Штатов Америки развивалось неравномерно. Ещё в колониальные времена отдельные колонии могли создавать собственные миграционные законы. Первой попыткой урегулировать натурализацию иностранцев стал «Закон о натурализации 1790 года». Тем не менее, несколько лет спустя был принят «Закон о недопущении китайцев» (Chinese Exclusion Act), с целью остановить растущую иммиграцию из Китая. «Закон об иммиграции 1924 года» (Immigration Act of 1924) установил квоты на въезд иммигрантов, отдельно по национальностям/странам происхождения. «Закон об иммиграции и гражданстве 1952 года» (Immigration and Nationality Act of 1952) привёл к созданию Службы иммиграции и натурализации США (Immigration and Naturalization Service).
Вопросами иммиграции в США занимаются пять основных подразделений федерального правительства: Министерство национальной безопасности, Министерство юстиции, Государственный департамент, Министерство труда и Министерство здравоохранения (Department of Health and Human Services).
Особую роль играет Министерство национальной безопасности, которое в 2003 году заменило собой Службу иммиграции и натурализации. Оно обеспечивает соблюдение иммиграционных законов и предоставление положенных благ и прав приезжим людям. МНБ, в свою очередь, делится на три департамента: Службу гражданства и иммиграции (Citizenship and Immigration Services), Иммиграционную и таможенную полицию и Таможенно-пограничную службу (Customs and Border Protection).
Каждый год Федеральное правительство проводит «Диверсификационную лотерею». Лотерея предоставляет гражданам других государств возможность законного въезда в США. Правда, к участию в ней допускаются только уроженцы государств «с низким уровнем иммиграции в Соединённые Штаты».
В настоящее время существуют два типа въездных виз в США: для людей, желающих переехать в США на постоянное жительство, предназначена «Виза иммигранта» (англ. Immigrant Visa), а приезжающим на некоторое время (туризм, деловые поездки) выдаётся «Виза неиммигранта» (англ. Non Immigrant Visa). Визы «per country-caps» больше не выдаются.
Соединённые Штаты Америки каждый год предоставляют статус постоянного жителя (вид на жительство) более чем миллиону иностранцев; они принимают больше иммигрантов, чем любая другая страна в мире. 
Иммиграционное право становится всё более серьёзным вопросом политики США, особенно после событий 11 сентября.

## Иммиграционное право Великобритании
До 1983 года каждый родившийся на территории Великобритании имел право на приобретении британского гражданства. После 1983 г. для получения гражданства ребёнком требуется, чтобы хотя бы один из родителей был постоянно проживающим там. Так же если хотя бы один из родителей был британским гражданином, получившим это гражданство не по происхождению. Все остальные классы британской государственной принадлежности не дают права постоянного проживания в Соединённом Королевстве. Некоторые граждане государств Содружества имеют право на постоянное проживание в Великобритании, и большинство других прав наравне с правами граждан Великобритании. Статус постоянного жителя именуется «англ. Indefinite Leave to Remain» — «Неограниченное разрешение на проживание».

### Для граждан ЕС
Граждане государств Евросоюза, в соответствии с «Римским договором», в Великобритании имеют право работать, оказывать услуги или осуществлять предпринимательскую деятельность и другие виды самозанятости.